# Erica carduifolia
Erica carduifolia är en ljungväxtart som beskrevs av Richard Anthony Salisbury. Erica carduifolia ingår i släktet klockljungssläktet, och familjen ljungväxter. Inga underarter finns listade i Catalogue of Life.

## Bildgalleri

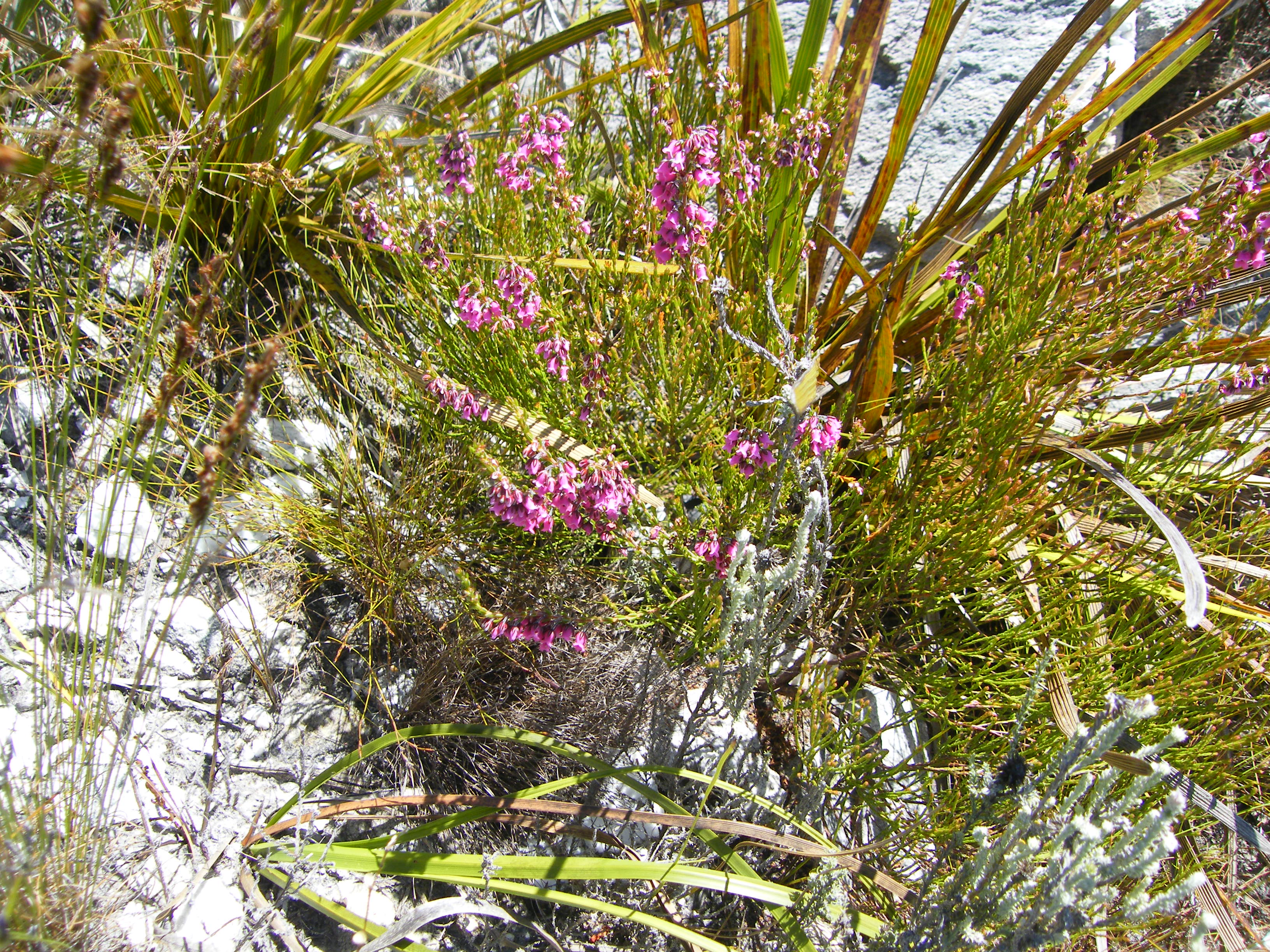